# Мигелн
Мигелн (њем. Mügeln) град је у њемачкој савезној држави Саксонија. Једно је од 36 општинских средишта округа Сјеверна Саксонија. Према процјени из 2010. у граду је живјело 4.540 становника. Посједује регионалну шифру (AGS) 14730200.

## Географски и демографски подаци
Мигелн се налази у савезној држави Саксонија у округу Сјеверна Саксонија. Град се налази на надморској висини од 157 метара. Површина општине износи 23,1 km². У самом граду је, према процјени из 2010. године, живјело 4.540 становника. Просјечна густина становништва износи 197 становника/km².